# Rychlodráha Praha – letiště Ruzyně – Kladno

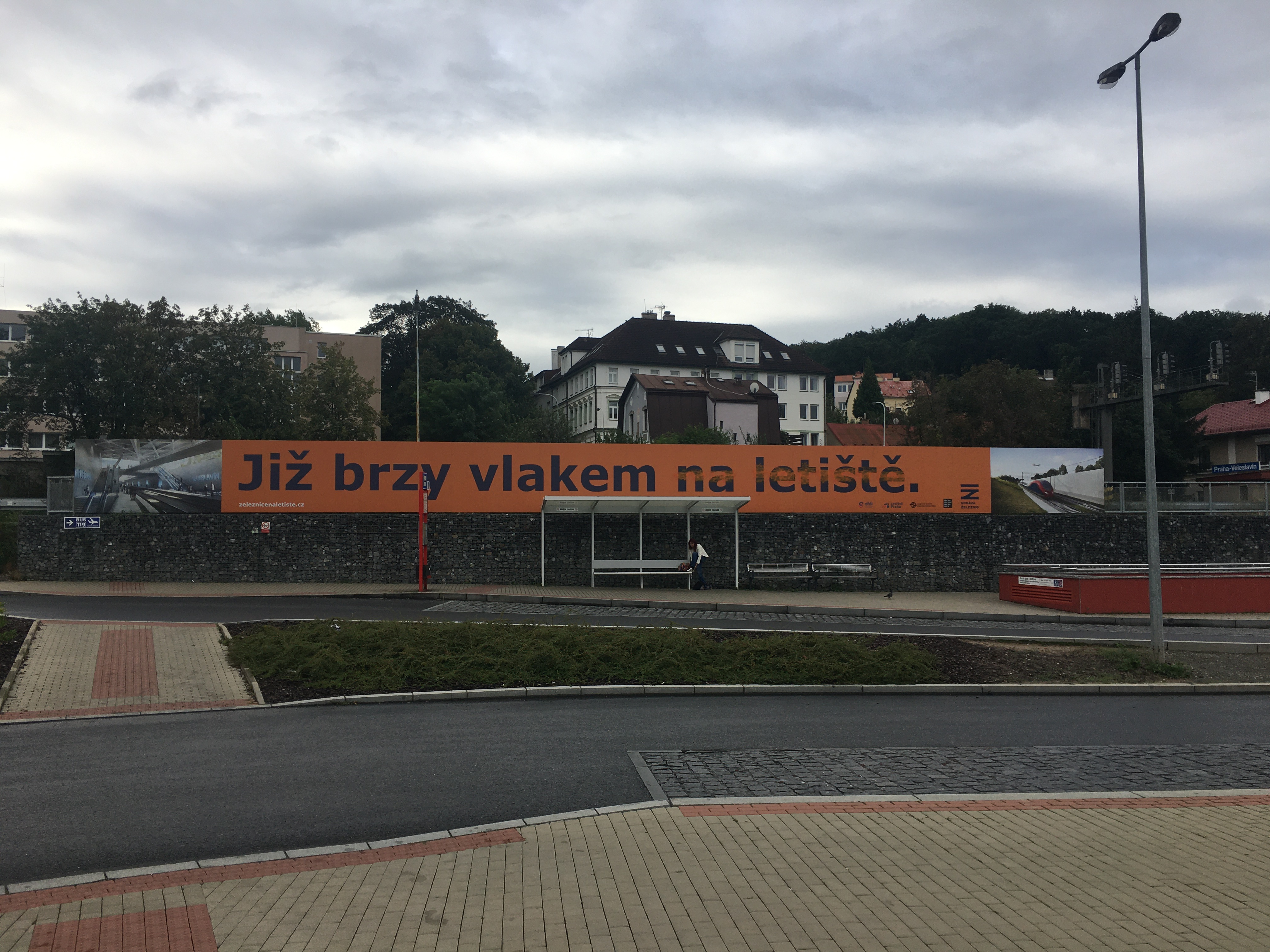
Prezentační transparent modernizace trati na zastávce MHD Nádraží Veleslavín (srpen 2020)

Modernizace trati Praha – Kladno s připojením Letiště Václava Havla (dříve označováno také Rychlodráha Praha–Kladno) je projekt kapacitní příměstské železniční trati ze stanice Praha Masarykovo nádraží do Kladna-Ostrovce s odbočkou na Letiště Václava Havla, která by byla vybudována formou modernizace části nynější tratě 120 Praha – Rakovník, někdejší Buštěhradské dráhy. Projekt nesl v 90. letech označení PRaK a o deset let později Aircon.

## Projekt modernizace trati

### Historie projektu
Projekt společnosti PRaK na spojení Prahy přes letiště Ruzyně s Kladnem se objevil v 90. letech. Již tehdy se pro stavbu vžil název „rychlodráha“. Ministerstvo dopravy a spojů trať zařadilo do dokumentu Rozvoj dopravních sítí v ČR do roku 2010, usnesení vlády ČR č. 714 ze 14. 7. 1999 ji v rámci národního rozvojového plánu schválilo i s napojením na IV. multimodální železniční koridor. Zastupitelstvo hl. m. Prahy schválilo projekt železniční rychlodráhy usnesením č. 13/21 ze dne 11. 1. 1996. Zprovoznění se v jisté fázi plánovalo na rok 2004. Prodloužení metra A ze stanice Dejvická nebo metra B ze stanice Zličín k letišti bylo v té době hodnoceno jako nevýhodné a jako nehospodárný souběh dvou páteřních kolejových systémů.
Projekt však neměl jednoznačnou podporu a byl opakovaně odkládán na neurčito. V roce 1999 Česká správa letišť objednala vypracování projektu úseku z centra Prahy na letiště s tím, že prodloužení do Kladna by bylo až dodatečnou fází – takto pojímaly priority i České dráhy v roce 2001. Podle tohoto projektu měly letištní vlaky mít minimum zastavení: Masarykovo nádraží, Dejvice, Terminál Jih (Dlouhá míle) a letiště, zatímco ostatní mezilehlé zastávky by obsluhovaly vlaky v trase Praha – Kladno nebo další vložené spoje. V té době se hovořilo o tom, že v relaci na letiště a z letiště mělo platit speciální vysoké jízdné. V Praze 6 vzniklo a vyvíjelo aktivitu občanské sdružení „Chceme metro, nechceme rychlodráhu“, jemuž se podařilo přípravu zablokovat.
Projekt s názvem „Modernizace trati Praha – Kladno s připojením na letiště Ruzyně, projekt PRaK“ byl prezentován v roce 2004, kdy probíhalo územní řízení pro 1. etapu. Pro druhou etapu (Ruzyně – Kladno) byla do roku 2004 dokončena územně technická studie a v roce 2003 byly připraveny podklady pro dokumentaci pro územní řízení.
Pilotní projekt ministerstva dopravy doporučilo ministerstvo financí vládě v rámci programu PPP (partnerských projektů veřejného sektoru se soukromými firmami) a ta jej projednávala na zasedání 12. ledna 2005. Městské části Praha 6 a Praha 7 měly v té době k projektu negativní stanovisko, Praha 6 preferovala metro před modernizací železnice. Vláda 19. ledna vzala návrh ministerstva financí na vědomí, ale žádným způsobem projekt nepodpořila.
2. února 2005 Rada Středočeského kraje vyslovila souhlas s tím, aby přípravou II. etapy (úseku Ruzyně – Kladno) byla pověřena státní organizace Správa železniční dopravní cesty. V prosinci 2007 Dopravní fakulta ČVUT dokončila na základě zadání ministerstva dopravy studii „Posouzení variant železničního spojení Praha – Letiště Praha-Ruzyně – Kladno“, kde porovnala čtyři varianty řešení.
25. října 2007 zastupitelstvo města Prahy schválilo do konceptu změny územního plánu, aby k letišti téměř souběžně s železniční rychlodráhou vedla i trasa metra s rokem dokončení asi 2018. V únoru 2008 Praha 6 oznámila změnu stanoviska a začala železniční rychlodráhu podporovat, zejména s odvoláním na studii provedenou ČVUT a na rozhodnutí, že bude prodlouženo i metro, a za podmínek, že některé úseky budou vedeny pod zemí a že trať bude sloužit jen osobní dopravě
29. dubna 2008 vydali ministr dopravy, středočeský hejtman, pražský primátor, starostové městských částí Praha 7 a Praha 6 a náměstek primátora města Kladna společné memorandum k realizaci stavby. Podpořili trať dvoukolejnou, elektrizovanou, ve stopě Buštěhradské dráhy s odbočkou na letiště, s konečnou stanicí v centru Prahy. Realizována měla být do konce roku 2013. Měla být zařazena do systému Pražské integrované dopravy. Otázka financování výstavby zůstala v deklaraci otevřená.
V roce 2008 byl projekt oficiálně prezentován pod názvem Modernizace trati Praha – Kladno s připojením na letiště Ruzyně. Objednatelem byla státní organizace Správa železniční dopravní cesty a přípravnou dokumentaci zhotovovaly Metroprojekt Praha a. s. a SUDOP Praha a. s. V květnu 2008 byla přípravná dokumentace předložena k veřejnému projednání, se zapracovanými připomínkami má být k dispozici do konce března 2009. V září 2009 ministerstvo dopravy oznámilo, že se projekt pozastavuje kvůli napjaté situaci státního rozpočtu a úsporným opatřením vlády Jana Fischera.
V roce 2012 zadala SŽDC studii proveditelnosti, která porovnávala různé varianty spojení centra Prahy s letištěm. Pro obsloužení Kladna počítala studie s modernizací stávající trati přes Hostivici. Kombinací jednotlivých řešení vzniklo 29 projektových variant, které byly podrobeny velmi komplexní analýze zahrnující technické řešení, dopravní modely, atraktivitu pro cestující, územní průchodnost, přínosy a náklady. Centrální komise Ministerstva dopravy studii v červenci 2015 projednala a vybrala variantu R1spěš, podle níž by dráha vedla po povrchu z Masarykova nádraží přes Negrelliho viadukt do Stromovky a dále tunelem do Dejvic, úsek mezi Dejvicemi a Veleslavínem by pak měl vést částečně tunelem s dalším pokračováním na Kladno a odbočkou na letiště na Dlouhé Míli. Cena této varianty byla vyčíslena na 18 miliard Kč.
Přípravu projektu komplikoval požadavek Prahy 6, aby úsek mezi Dejvicemi a Veleslavínem byl veden kompletně pod povrchem, což by bylo o 3 až 3,5 miliardy dražší dříve schválená varianta a i na přípravu komplikovanější. V červnu 2016 Centrální komise Ministerstva dopravy souhlasila s přípravou projektu i s tunelovými variantami. V prosinci 2016 zadala SŽDC přípravu přípravnéprojektové dokumentace. V únoru 2017 byla již cena projektu odhadována na 31 mld. Kč.
V červenci 2017 začala rekonstrukce Negrelliho viaduktu, která byla prezentována jako součást projektu. V listopadu 2018 SŽDC požádala o územní rozhodnutí pro první tři úseky trati. V červnu 2019 byla SŽDC vybrána konečná konkrétní varianta střešovických tunelů. V listopadu 2019, kdy územní rozhodnutí získal první úsek (modernizace Kladno - Kladno-Ostrovec), se cena celého projektu odhadovala již na 40 mld. Kč. V říjnu 2021 SŽDC vypsala výběrové řízení na stavbu tohoto úseku, v září 2022 začala jeho stavba.
V červenci 2023 vypsala Správa železnic výběrové řízení na modernizaci Masarykova nádraží, vítězem se staly společnosti STRABAG Rail a STRABAG, s vysoutěženou cenou necelých 3,4 miliardy korun. Na přestavbu nádraží získala SŽ téměř 84 procenta financí z evropských fondů. Stavba byla zahájena v lednu 2024.

### Úseky
Projekt se člení na následující úseky:
| Označení stavby | Název                                                                                        | Délka   | Zahájení výstavby | Dokončení výstavby |
| --------------- | -------------------------------------------------------------------------------------------- | ------- | ----------------- | ------------------ |
| A-01            | Modernizace a dostavba ŽST Masarykovo nádraží                                                | —       | 01/2024           | plánováno 2027     |
| A-02            | Rekonstrukce Negrelliho viaduktu                                                             | 1,2 km  | 04/2017           | 11/2020            |
| A-03            | Modernizace trati Praha-Bubny (včetně) – Praha-Výstaviště (včetně)                           | 1,6 km  | 01/2023           | 08/2025            |
| A-35            | Modernizace trati Praha-Výstaviště (mimo) – Praha-Dejvice                                    | 2,6 km  | plánováno 2027    | plánováno 2030     |
| A-36            | Modernizace trati Praha-Dejvice (mimo) – Praha-Veleslavín (mimo)                             | 3,7 km  | plánováno 2028    | plánováno 2030     |
| A-46            | Modernizace trati Praha-Veleslavín (včetně) – Praha-Ruzyně (včetně)                          | 3,9 km  | plánováno 2027    | plánováno 2030     |
| A-47            | Novostavba trati Praha-Ruzyně (mimo) – Praha-Letiště Václava Havla (mimo)                    | 4,2 km  | plánováno 2027    | plánováno 2030     |
| A-48            | Novostavba ŽST Praha-Letiště Václava Havla                                                   | 1,0 km  | plánováno 2027    | plánováno 2030     |
| A-33            | Zaokruhování železničního spojení letiště Václava Havla do trati Praha – Letiště VH – Kladno | 4,0 km  | plánováno 2027    | plánováno 2030     |
| S-15            | Modernizace trati Praha-Ruzyně (mimo) – Kladno (mimo)                                        | 15,2 km | plánováno 09/2025 | plánováno 12/2028  |
| S-16            | Modernizace trati Kladno (včetně) – Kladno-Ostrovec (včetně)                                 | 4,0 km  | 11/2022           | plánováno 2025     |

### Popis projektu
Trať měla být dimenzována v úseku Praha – letiště pro rychlost 80 km/h. V úseku letiště – Kladno se původně uvažovalo o rychlosti 100 km/h s místními sníženími na 80 km/h a zvýšením na 120 km/h, později se psalo o traťové rychlosti převážně 120 km/h, pro naklápěcí soupravy v budoucnu 145 km/h, přičemž zvýšení rychlosti umožnila přeložka mezi Unhoští a Kladnem.
Nemá sloužit dálkové (koridorové) dopravě. 1. etapa (úsek Praha – letiště) měla měřit asi 20 km s dobou jízdy 26,5 minut, úsek letiště – Kladno také asi 20 km s jízdní dobou původně odhadovanou na asi 15 minut, později na 22 minut pro zastávkové vlaky a 10 minut pro rychlíky. Předpokládal se interval zastávkových spojů v ranní a odpolední špičce 20 minut a vložené zrychlené spoje na Chomutov.
V roce 2001 projekt pro ČSL předpokládal do Kladna provoz hybridními nízkopodlažními soupravami ADtranz montovanými v ČR, umožňujícími jak napájení z troleje, tak z dieselových motorů, a v pražské větvi ryze elektrickými soupravami.
V deklaraci z roku 2008 se předpokládaly zastávky Praha-Bubny, Praha-Výstaviště, Praha-Letná (příležitostná zastávka), Praha-Dejvice, Praha-Dlouhý Lán (přidaná oproti starším záměrům), Praha-Veleslavín, Praha-Liboc, Praha-Ruzyně, Praha-Dlouhá míle. U zastávky Praha-Dlouhá míle měl být zřízen autobusový terminál, záchytné parkoviště P+R a úschovna kol B+R. Na pražském Masarykově nádraží měl být zřízen nový, severní vestibul, který měl být pohyblivými chodníky propojen jak se starým vestibulem, tak se stanicí metra Florenc a hlavním nádražím, a utvořit tak propojený terminál Praha-centrum.
Od nádraží Praha-Bubny ke Stromovce měla trať vést po nadzemní estakádě. Úsek Strojnická – Stromovka měl být „citlivě zakapotován“, úsek Stromovka – Veleslavín veden pod zemí. Nad zahloubeným úsekem měla být ve stopě bývalé dráhy vedena cyklostezka a v maximální míře měl být zachován profil terénu a drážní stavby jako mosty a tunely, opuštěné plochy měly mít charakter městské zeleně. Ještě v roce 2004 se plánovalo nadzemní vedení úseku Dejvice – Veleslavín, naopak v oblasti Stromovky se počítalo se dvěma tunely.
Ve druhé etapě měly být modernizovány stanice Hostivice, Kladno a Kladno-Ostrovec a zastávky Pavlov a Kladno město, stanice Jeneč měla být přemístěna, stanice Unhošť zrušena a nahrazena zastávkou Malé Přítočno, nově zřízeny měly být zastávky Hostivice-Jeneček a Pletený Újezd.
Ve třetí etapě měla být elektrizována a optimalizována i Trať 122 přes Pražský Semmering jako alternativní trasa pro případy výluk a pro náhradní dopravu a měl být vybudován příjezd od Hostivice k letišti z druhé strany.
V lednu 2009 bylo v projektu mírně upraveno vedení v úseku Liboc – Ruzyně (trať asi o 10 m vzdálena od zástavby v Rakovnické a Pavlovské ulici, doplňující protihluková opatření, zastávka Praha-Liboc přemístěna asi o 40 m od Prahy). Nově je prověřováno zřízení další, podzemní stanice s názvem Praha-Dlouhý lán, v zamýšleném rozvojovém územím „Strnadovy zahrady“, asi 1 km před stanici Praha-Veleslavín. V konečné stanici Praha-Letiště Ruzyně byla navržena třetí kolej. Celý úsek Praha-Bubny – Praha-Výstaviště i odbočení směrem na Kralupy byly kvůli lepší prostupnosti území nově navrženy na estakádách, místo dosud plánovaného vedení na zemním tělese, a na pražském zhlaví stanice Praha-Bubny byl navržen nový podchod s podjezdem. Má být zrušen železniční přejezd Bubenečské ulice (u křižovatky Špejchar, pražské zhlaví stanice Praha-Dejvice) a zobousměrněn přejezd Pelléovy ulice.
Podle deklarace o rozvoji, kterou v dubnu 2008 podepsaly Praha, Středočeský kraj a ministerstvo dopravy, měla rychlodráha končit v Praze na Masarykově nádraží. V dubnu 2008 se radní pro územní rozvoj Prahy 1 Filip Dvořák (ODS) postavil proti tomu, aby rychlodráha z Kladna a od letiště Praha-Ruzyně končila na Masarykově nádraží, a navrhl, aby z Negrelliho viaduktu pokračovala tunelem na nová, podzemní nástupiště hlavního nádraží s případnou zastávkou u autobusového nádraží Florenc. Jako vzory fungujících patrových nádraží byly jmenovány Petrohrad, Berlin Hauptbahnhof a plánované přesunuté Brno hlavní nádraží. Náklady na výstavbu tunelu odhadl na 2 miliardy Kč, které by měly být uhrazeny z výnosů za prodej pozemků rušeného nádraží. Návrh na spojení letiště s hlavním nádražím podpořil městský radní pro dopravu Radovan Šteiner.
Autorem jednotného designu návrhu 2. etapy byl architekt Patrik Kotas.
V roce 2005 se náklady na modernizaci železniční tratě (tehdy ještě v nadzemním vedení mezi Dejvicemi a Veleslavínem) odhadovaly na 12 miliard Kč. V září 2009 bylo ministerstvem dopravy zmíněno, že celá dráha z Prahy do Kladna by měla stát 30 až 35 miliard Kč, přičemž David Rath předpokládal, že upuštění od hloubené varianty na území Prahy 6 by představovalo zlevnění asi o 10 miliard.